# Emmy Raver-Lampman

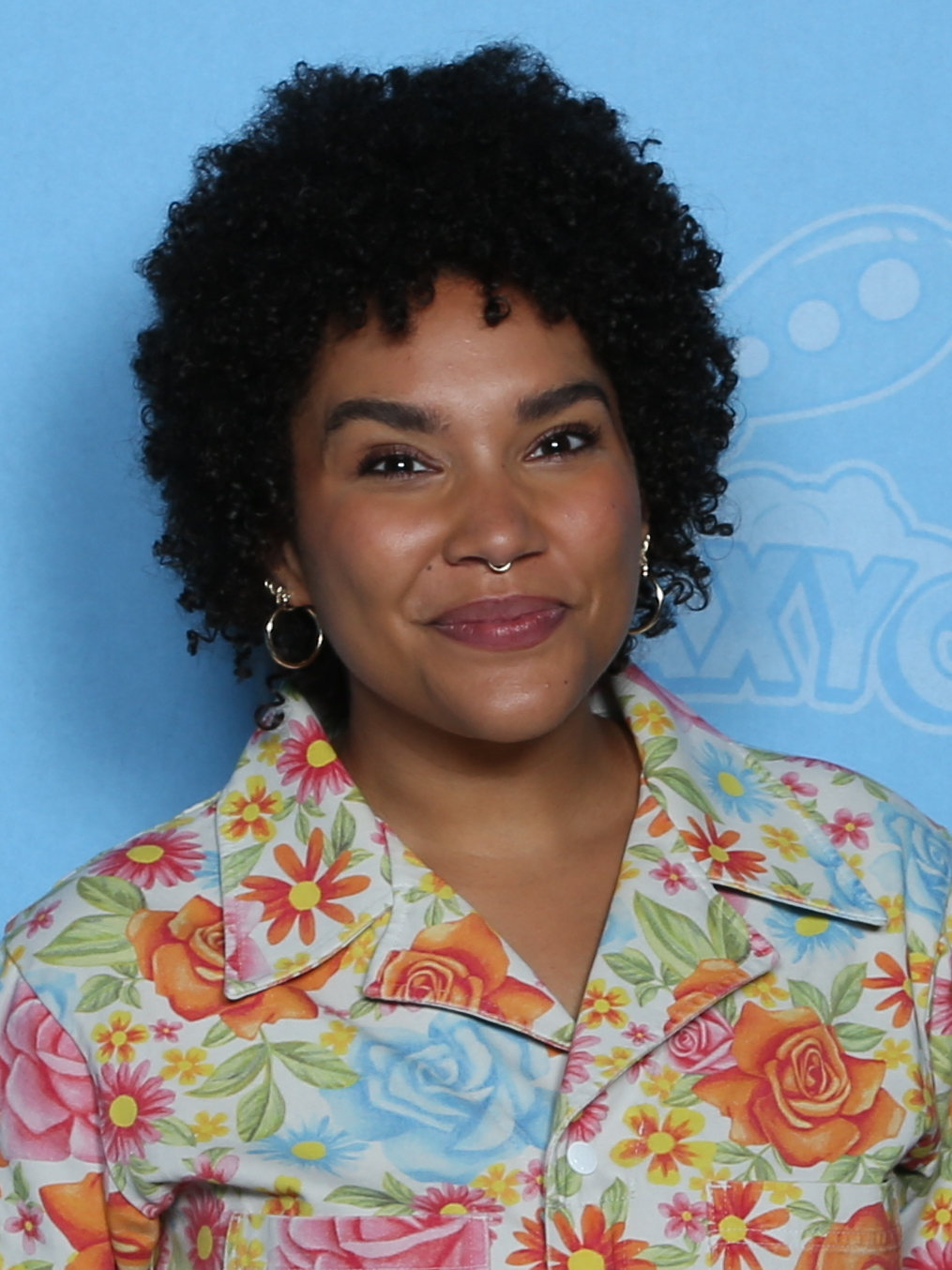
Emmy Raver-Lampman (2022)

Emmy Raver-Lampman (* 5. September 1988 in Norfolk, Virginia) ist eine US-amerikanische Schauspielerin in Musicals und Fernsehen. Sie wurde international bekannt durch ihre Hauptrolle in der Fernsehserie The Umbrella Academy.

## Leben und Karriere
Raver-Lampman wurde in Norfolk geboren und als Neugeborenes von einem Akademikerehepaar adoptiert. Ihr Vater ist ein Hirntumor-Überlebender, der nach der Diagnose 1992, als seine Tochter drei Jahre alt war, begann, aus Angst, dass er sie nicht aufwachsen sehen würde, ihr Briefe zu schreiben; diese wurden in Zeitungen und schließlich 1995 in einem Buch mit dem Titel Magic and Loss, auf Deutsch Wie gerne hätte ich gesehen, was aus Dir wird. Briefe eines todkranken Vaters an seine kleine Tochter veröffentlicht.

### Musical
In Norfolk besuchte sie die Governor’s School for the Arts und anschließend in New York City das Marymount Manhattan College, wo sie 2012 ihren Abschluss mit einem Bachelor of Arts in Schauspiel machte. In ihrem zweiten Studienjahr erhielt sie ihre erste professionelle Theaterrolle in Children of Eden, deren Choreographin Christine O’Grady auch für das Broadway-Revival von Hair arbeitete. Raver-Lampman bewarb sich für die Tour und trat 2011 in dem Musical im New Yorker St. James Theater auf, wofür sie die Schule verließ und stattdessen Fernkurse belegte. Es folgten weitere Rollen im Ensemble 2013 in Jekyll & Hyde und A Night with Janis Joplin sowie 2014 als Reserve in Wicked in Los Angeles für die nationale Tour. 2015 erhielt sie zunächst eine neu hinzugefügte Ensemblerolle für das Broadway-Debüt von Lin-Manuel Mirandas Hamilton, das sie für das Musical zu der Fernsehserie SpongeBob Schwammkopf in Chicago verließ. Als in Chicago eine zweite Produktion von Hamilton startete, wurde sie in das Ensemble zurückgebeten und erhielt im Anschluss für die nationale Tour die Hauptrolle der Angelica Schuyler. Anfang 2020 spielte sie mit ihrer früheren Hamilton-Kollegin Solea Pfeiffer, die die Rolle von Angelicas Schwester Elizabeth Schuyler Hamilton besetzt hatte, als Schwestern Mary und Martha Clarke in der Weltpremiere des neuen Stückes Gun & Powder.

### Fernsehen
2017 wurde Raver-Lampman für ihre erste Fernsehrolle in The Umbrella Academy, die seit 2019 auf Netflix erscheint, als Allison Hargreeves gecastet. Darauf folgten 2018/2019 Episodenrollen in A Million Little Things und Jane the Virgin sowie als Synchronsprecherin für American Dad und Robot Chicken. Im Juli 2020 wurde bekannt, dass sie in der Serie Central Park die weiße Schauspielerin Kristen Bell als Synchronsprecherin für die gemischtrassige Hauptrolle Molly Tillermann ersetzen wird, nachdem Bell im Juni von der Rolle zurücktrat. Raver-Lampmans erste Filmhauptrolle erfolgte 2020 in J. Lees aTypical Wednesday auf Prime Video.

### Privat
Im Juli 2020 wurde ihre seit 2019 bestehende Beziehung mit Daveed Diggs bekannt. Im September 2023 verkündeten sie, dass sie ein Baby erwarten. Es wurde im März 2024 geboren.

## Musicalauftritte
- 2010: Children of Eden
- 2010–2011: Hair, Ensemble
- 2012–2013: Jekyll & Hyde
- 2013–2014: A Night with Janis Joplin
- 2014–2015: Wicked, Reserve
- 2015–2016: Hamilton, Ensemble
- 2016: SpongeBob Schwammkopf Musical, als Perla Krabs
- 2016–2017: Hamilton, Ensemble
- 2017: Hamilton, als Angelica Schuyler
- 2020: Gun & Powder, als Martha Clarke

## Filmografie (Auswahl)
- 2016: Odd Mom Out (Fernsehserie, Episode 2x03)
- 2018: A Million Little Things (Fernsehserie, Episode 1x04)
- 2019–2024: The Umbrella Academy (Fernsehserie, 36 Episoden)
- 2019: American Dad (Fernsehserie, Episode 14x12, Stimme)
- 2019: Jane the Virgin (Fernsehserie, 2 Episoden)
- 2019: Stucco (Kurzfilm)
- 2020: aTypical Wednesday
- 2021: Untitled Horror Movie
- 2021–2022: Central Park (Fernsehserie, Stimme)
- 2022: Blacklight
- 2022: Dog – Das Glück hat vier Pfoten (Dog)
- 2022: Gatlopp
- 2023: Heels (Fernsehserie, 3 Episoden)
- 2024: The Beekeeper